# علم نفس الأنا
علم نفس الأنا (بالإنجليزية: Ego psychology)‏ هو مدرسة التحليل النفسي المبنية على النظرية التركيبية للنفس لفرويد ونموذج الهو، والأنا والأنا العليا. ويُطلق عليه اسم المدرسة الأمريكية. وتؤكد هذه المدرسة على أن نمو الشخصية يمتد على مدى العمر كله. وبالمثل لا تنكر الصراعات النفسية التي تعكس رغبات الهو ودفعاته، إلا أنها تقر أن دوافع الأنا مثل التوافق والكفاءة والهوية والحميمية والاكتمال لا تقل أهمية. يعتبر إريك إريكسون وآنا فرويد وهاينز هارتمان ولويس لوينشتاين من رواد هذه المدرسة.
يتفاعل الفرد مع العالم الخارجي وكذلك يستجيب لقوى داخلية. يستخدم العديد من المحللين النفسيين النظرية التركيبية للنفس، والتي تسمى الأنا لشرح كيفية إتمام ذلك من خلال مختلف وظائف الأنا. يُركز أتباع علم نفس الأنا على تطور الأنا العادية والمرضية، وإدارتها لدوافع ليـبيدية وعدوانية، وطريقة تكيفها مع الواقع.

## التطور التاريخى لعلم نفس الأنا
يعتبر عام 1932 هو البداية الرسمية لعلم نفس الأنا على الرغم من أن كتابات فرويد قبل ذلك كانت تحتوى على الكثير مما ينطوى تحت علم نفس الأنا، وعلى الرغم من أن كلمة الأنا سبقت كتابات فرويد، كما أن لها استعمالات كثيرة في مجالات أخرى غير علم النفس. قام ديفيد رابابورت بتقسيم تطور علم نفس الأنا في الخمسينات إلى أربعة مراحل، كانت الأولى هي التي شهدت الصياغات الأولى لنظرية التحليل النفسي عند فرويد وانتهت عام 1897؛ الثانية كانت في الفترة بين عامي 1897 و1923 وقد تزامنت مع وضوح معالم التحليل النفسي؛ فيما واكبت المرحلة الثالثة تطوير النظرية الفرويدية للأنا في الفترة من عام 1923 حتى عام 1937، وكان لهذه المرحلة مركزًا هامًا وبارزًا في السياق العام لنظرية التحليل النفسي؛ واختتمت بالمرحلة الرابعة التي أعقبت وفاة فرويد عام 1939 وقد شهدت تنظيم وتنسيق علم نفس علمًا للأنا على أيدي كل من هارتمان وكريس ورابابورت ومن تبعهم. وانطلاقًا من هذه المرحلة، بدأ التركيز على السياق الاجتماعي والثقافي الحضاري حيث تطور مفهوم الأنا وبدأ في تأدية مهمته وكان ذلك تزامنًا مع إريك إريكسون.

## نقد نظرية الأنا الفرويدية
وضع فرويد نظريته التركيبية للتغلب على الصعوبات التي واجهته في النظرية الطوبوغرافية، وبالرغم من ذلك، فإن النظرية التركيبية احتوت على مشاكل نظرية وعملية كثيرة كانت موضع نقد، ومن أبرز جوانبها علاقة النظرية التركيبية بالموقف الإكلينيكي وتعريف الأنا عن طريق وظائفه والأوجه المتناقضة للأنا.

## وظائف الأنا
- اختبار الواقع.
- الحكم على الأمور.
- الإحساس بواقعية العالم وواقعية الذات.
- التنظيم والتحكم في الدوافع والمشاعر والاندفاعات.
- نظرية العلاقة بالموضوع.
- عمليات التفكير.
- الوظيفة الدفاعية.
- حجز وتنظيم المثيرات.
- الوظائف الأوتونومية (التلقائية الاستقلالية).
- السيطرة والكفاءة.
- التكامل وعمل الولاف.
- النكوص التكيفي في خدمة الأنا.